# Походилова
Походи́лова (рос. Походилова) — присілок у складі Каменського міського округу Свердловської області.
Населення — 187 осіб (2010, 233 у 2002).
Національний склад станом на 2002 рік: росіяни — 81 %.